# Noble Air
Noble Air era una compagnia aerea turca che effettuava voli charter e alcuni voli di linea.

## Storia
La compagnia aerea Noble Air era stata fondata nel 1989 da Noble-raredon plc, una società britannica controllata dalla turca Nevzat. All'inizio si era concentrata sui voli charter da Londra alla Turchia. L'aereo prescelto era il Boeing 727-200, di cui ne sono stati operati circa sei. Nel 1990 le erano stati assegnati voli di linea tra Londra e Istanbul e anche alcune rotte interne di linea in Turchia. Con l'aumento della concorrenza nel mercato turistico perse molti soldi e le operazioni sono state sospese alla fine del 1991.

## Flotta
- 3 Boeing 727-228
- 2 Boeing 727-230
- 1 Boeing 727-231